# Lepanthes thoerleae
Lepanthes thoerleae là một loài thực vật có hoa trong họ Lan. Loài này được Luer mô tả khoa học đầu tiên năm 1997.